# Cupertino
Cupertino je název města, které se nachází Kalifornii (USA), v jeho západní části (nedaleko města San José), na pobřeží Tichého oceánu v nadmořské výšce 72 m.
Geograficky se část města nachází v blízkosti Sanfranciského zálivu (východní část); západní část pak postupně přechází v podhůří Santa Cruz Mountains. Městem protéká několik potoků; samo se rozkládá na ploše 29 km2. V roce 2010 mělo 58 000 obyvatel.
Jeho název pochází podle města Copertino, které se nachází v italské Apulii. Vzniklo v 19. století z malé vesnice, nacházející se na silnici, vedoucí do San José. Místní obyvatelstvo se věnovalo ovocnářství, vinařství a zemědělství obecně. Ke změně došlo po zavedení železnice a také po druhé světové válce, kdy se Kalifornie stala centrem nejvyspělejších technologií v USA. Cupertino je dnes jedním z nejvýznamnějších měst[zdroj?] tzv. Silicon Valley.
Město patří k významným centrům z hlediska výpočetní techniky. Sídlí v něm společnosti Apple, Borland, Seagate a NortonLifeLock a samo město zabírá na žebříčku nejvyššího průměrného příjmu v USA 11. pozici.

## Demografie
Podle sčítání lidu z roku 2010 zde žilo 58 302 obyvatel.

### Rasové složení
- 31,3% Bílí Američané
- 0,6% Afroameričané
- 0,2% Američtí indiáni
- 63,3% Asijští Američané
- 0,1% Pacifičtí ostrované
- 1,1% Jiná rasa
- 3,3% Dvě nebo více ras

Obyvatelé hispánského nebo latinskoamerického původu, bez ohledu na rasu, tvořili 3,6% populace.